# شلمن (جورجیا)
شلمن، جورجیا (به انگلیسی: Shellman, Georgia) یک شهر در ایالات متحده آمریکا با جمعیت ۱٬۱۶۶ نفر است که در جورجیا واقع شده است.

## موقعیت جغرافیایی
موقعیت جغرافیایی شهرها و مناطق اطراف به شرح زیر است:

## نگارخانه

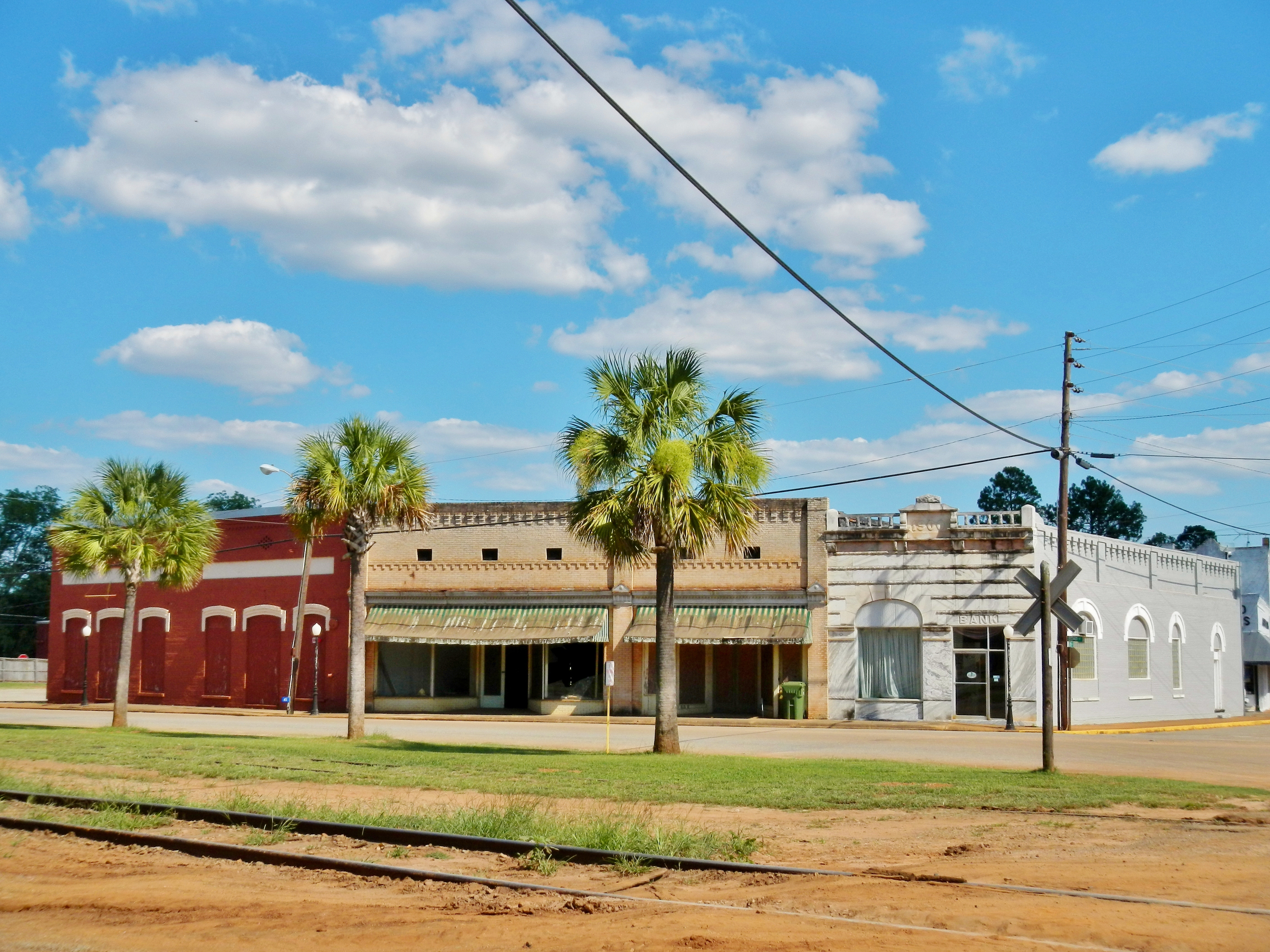
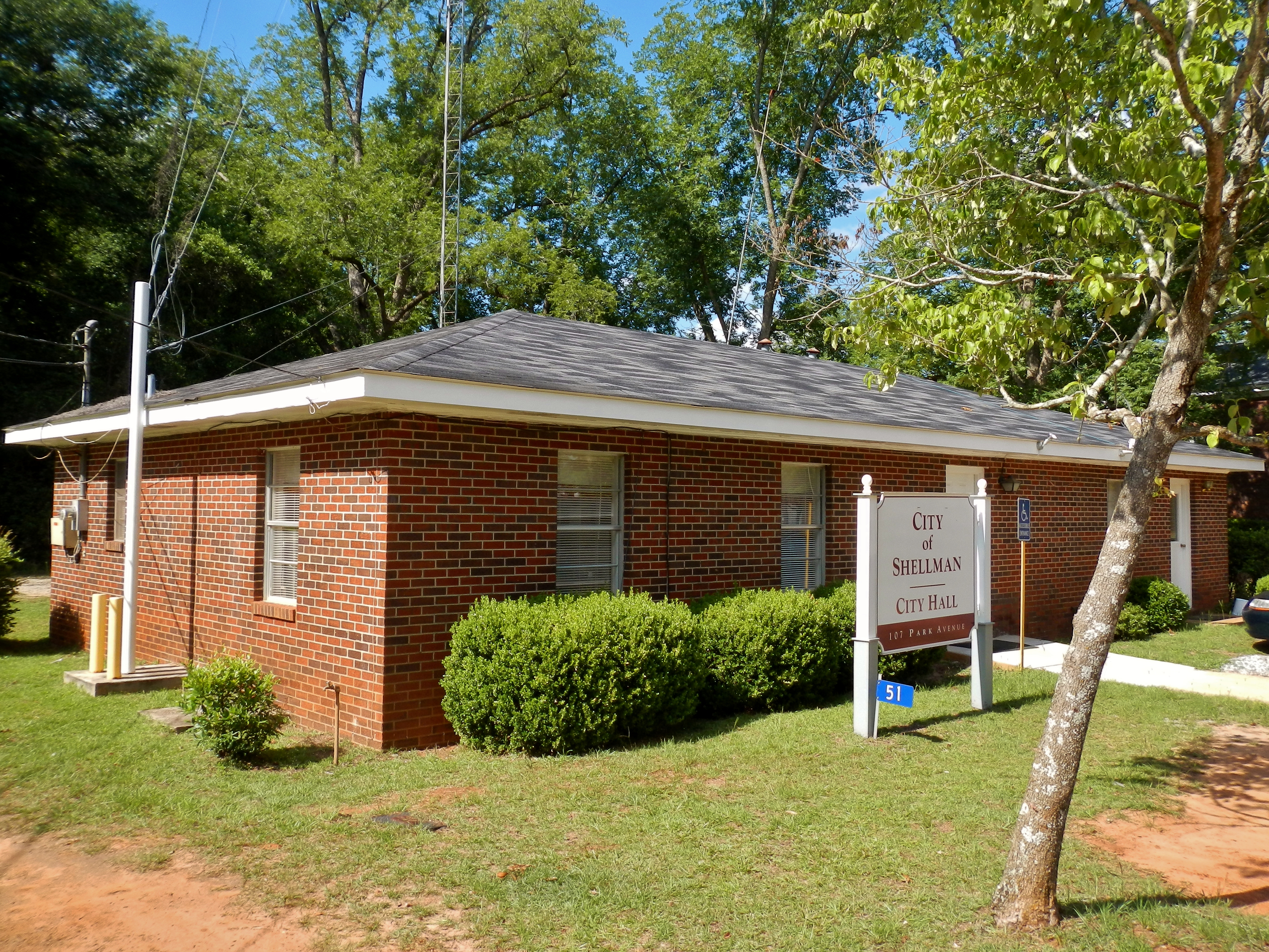
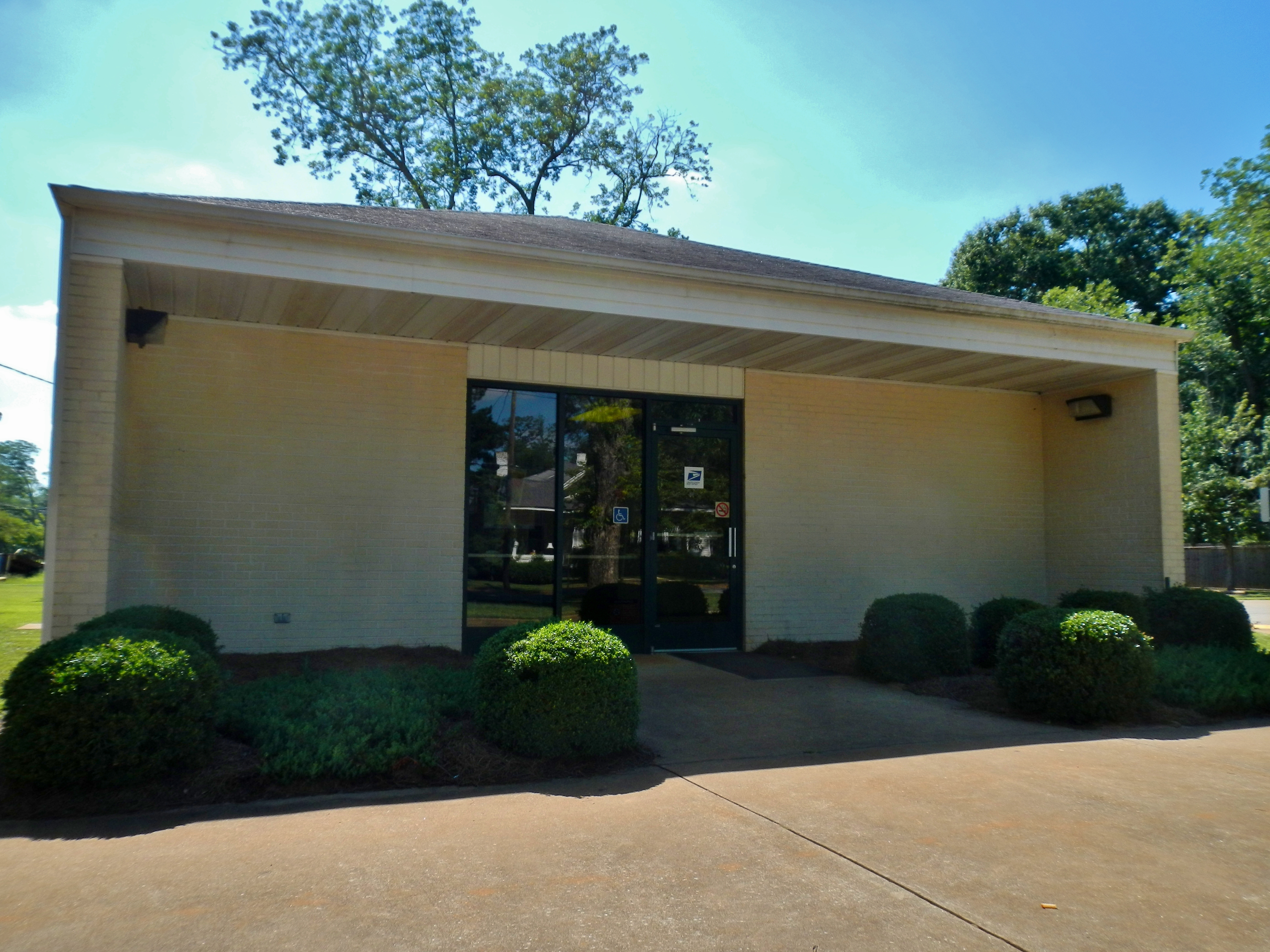
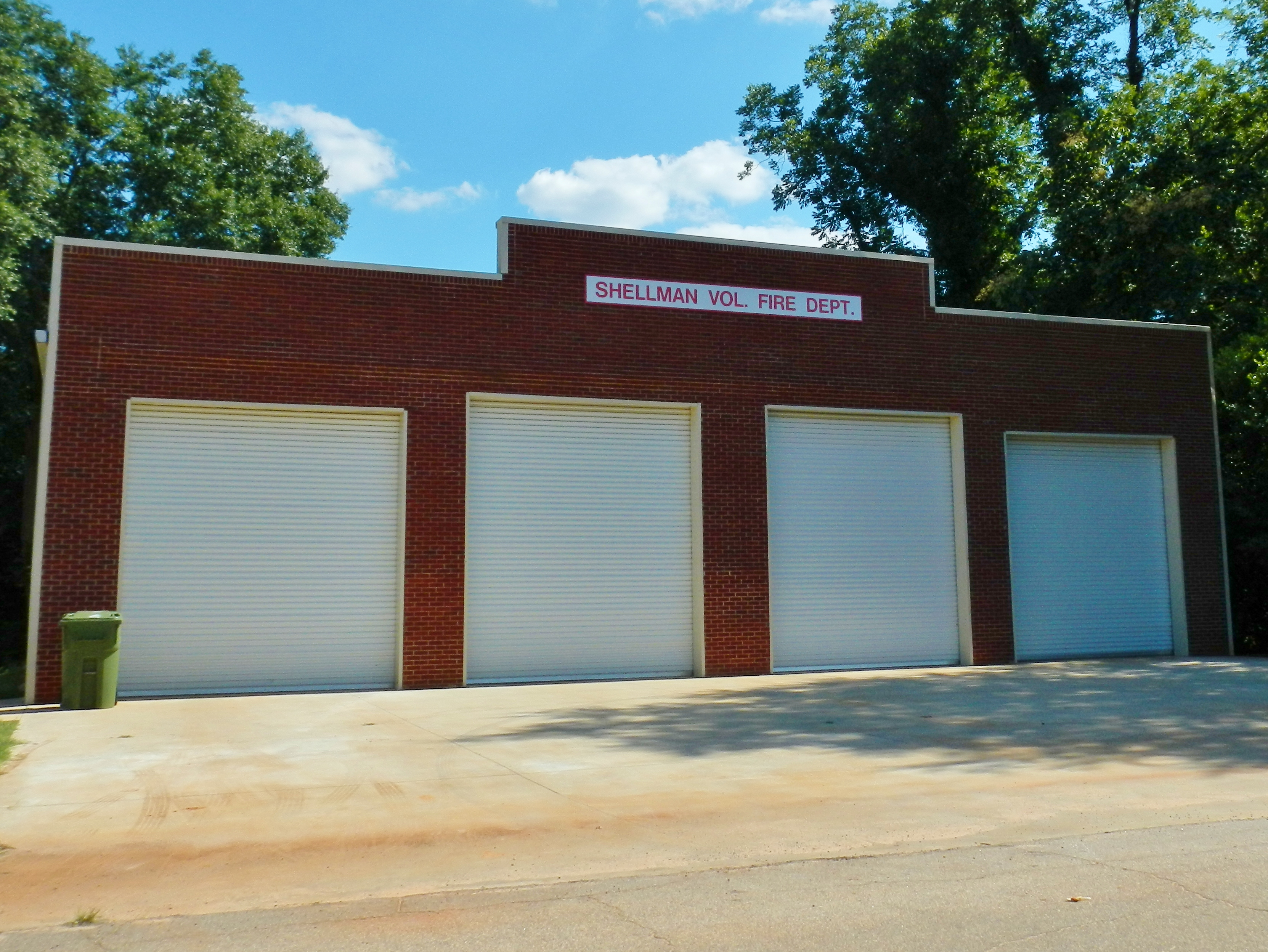